# 床岳
床岳（とこたけ、1967年2月10日 - ）は、大相撲の床山。本名は増山岳生。栃木県鹿沼市出身。九重部屋所属。現在一等床山を務めている。

## 履歴
- 1982年9月場所 - 採用。
- 1999年以前 - 三等床山。
- 2003年1月場所 - 二等床山に昇進。
- 2013年1月場所 - 一等床山に昇進。